# Francisco Santos Júnior
Francisco Santos da Silva Júnior, plus couramment appelé Francisco Santos ou Francisco Júnior, est un footballeur international bissaoguinéen né le 18 janvier 1992 à Bissau. Évoluant au poste de milieu relayeur, il joue actuellement pour le Strømsgodset IF, dans le championnat de Norvège.

## Biographie

### En équipe nationale
En février 2011, il joue trois matchs amicaux avec l'équipe du Portugal des moins de 19 ans.
Francisco Júnior joue ensuite deux matchs amicaux avec les espoirs portugais : le 15 octobre 2012 face à l'Ukraine (défaite 0-1), puis le 25 mars 2013 contre l'Irlande, lors duquel il marque un but (victoire 2-1). 
En janvier 2017, Baciro Candé, sélectionneur de l'équipe de Guinée-Bissau, le convoque dans sa liste de 23 joueurs pour disputer la Coupe d'Afrique des nations 2017.

## Palmarès
Avec le Wigan Athletic FC
- Champion de la troisième division anglaise lors de la saison 2015-2016

## Statistiques
Le tableau ci-dessous récapitule les statistiques de Francisco Santos Júnior lors de sa carrière en club :
| Saison                | Club                     | Championnat           | Championnat | Championnat | Coupe(s) nationale(s) | Coupe(s) nationale(s) | Compétition(s) continentale(s) | Compétition(s) continentale(s) | Compétition(s) continentale(s) | Total | Total |
| Saison                | Club                     | Division              | M.          | B.          | M.                    | B.                    | Comp.                          | M.                             | B.                             | M.    | B.    |
| 2012-2013             | Everton FC               | 1                     | -           | -           | 1                     | 0                     | -                              | -                              | -                              | 1     | 0     |
| 2013-2014             | Vitesse Arnhem (prêt)    | 1                     | 2           | 0           | 1                     | 1                     | -                              | -                              | -                              | 3     | 1     |
| 2014                  | Strømsgodset IF (prêt)   | 1                     | 12          | 1           | 1                     | 0                     | C1                             | 2                              | 0                              | 15    | 1     |
| 2014-2015             | Port Vale FC (prêt)      | 3                     | 1           | 0           | -                     | -                     | -                              | -                              | -                              | 1     | 0     |
| 2015-2016             | Wigan Athletic FC (prêt) | 3                     | 10          | 1           | 2                     | 0                     | -                              | -                              | -                              | 12    | 1     |
| 2016                  | Strømsgodset IF          | 1                     | 20          | 1           | 5                     | 1                     | C3                             | 2                              | 0                              | 27    | 2     |
| Total sur la carrière | Total sur la carrière    | Total sur la carrière | 45          | 3           | 10                    | 2                     | -                              | 4                              | 0                              | 59    | 5     |